# 2090
{Souhrn ročníku|rok=2090}}Rok 2090 (MMXC) gregoriánského kalendáře začne v neděli 1. ledna a skončí v neděli 31. prosince.

## Předpokládané události
- 23. září – zatmění slunce 23. září 2090 pozorovatelné v Atlantském oceánu, první zatmění od roku 1999 viditelné z Velké Británie.[1]

- Evropská rada pro energetiku a společnost Greenpeace tvrdí, že do roku 2090 může být celý svět poháněn obnovitelnou energií.[2]